# Tetrablemma benoiti
Tetrablemma benoiti är en spindelart som först beskrevs av Brignoli 1978.  Tetrablemma benoiti ingår i släktet Tetrablemma och familjen Tetrablemmidae.
Artens utbredningsområde är Seychellerna. Inga underarter finns listade i Catalogue of Life.